# Jana Petrik
Jana Petrik (* 8. November 1996 in Wien) ist eine österreichische Radiomoderatorin. Sie arbeitet seit 2017 bei Hitradio Ö3 (ORF).

## Herkunft und Ausbildung
Jana Petrik wuchs in Wien auf, wo sie auch ihre Schulausbildung absolvierte. Nach der Schulzeit studierte sie Publizistik und Kommunikationswissenschaft an der Universität Wien und schloss dieses Studium mit den akademischen Graden Bachelor sowie Master ab. Zusätzlich absolvierte sie den Zertifikatslehrgang Digitaljournalismus.

## Beruflicher Werdegang
Bereits während des Studiums machte sie ein Praktikum bei der Wiener Zeitung sowie mehrere Praktika in der ORF-Unterhaltungsabteilung und bei Hitradio Ö3, wo sie seit 2017 tätig ist. Dort arbeitete sie zunächst in der Onlineredaktion und seit 2020 in der Moderation. 2021 übernahm sie die Chartshow “Ö3-Austria Top40”. Aktuell moderiert sie “Ö3-Eure Musik, Euer Hitradio am Wochenende”, “Ö3-Wecker Weekend Edition” und die “Ö3-Austria Top40”. 
Andere Sendungen, die sie bisher moderierte: Musikvormittag, Radio Holiday, Ö3-Wochenendplaylist, Countdown ins Wochenende, Guten Morgen am Sonntag, Ö3-Hitnacht, Ö3x, Song deines Lebens, Solid Gold, Silvestercountdown, Prosit 2021, Prosit 2022. 
Sie ist regelmäßig im Ö3-Wecker zu hören, da sie über die neuesten Musiktrends berichtet. Sie führt auch regelmäßig Interviews mit Musikern und Musikerinnen.
Jana Petrik hat eine eigene Rubrik im Hitradio Ö3 namens “Die Ja- oder Na-Frage mit Jana Petrik”, bei der sie Alltagsfragen stellt, die mit  “Ja” oder “Na” beantwortet werden. 
2024 berichtete sie als Reporterin aus Paris über den Auftakt von Taylor Swifts Europa-Tour. 
Sie war als Reporterin beim Ö3-Weihnachtswunder in Wiener Neustadt im Einsatz.